# District de Balangir
Pour les articles homonymes, voir Balangir (homonymie).
Le district de Balangir est un district de l'État de l'Odisha (Inde), ayant la ville de Balangir pour chef-lieu.

## Géographie
Sa population compte 1 648 574 habitants (recensement de 2011).